# Gottfried Handel
Gottfried Handel (* 1. Juni 1929 in Zeitz; † 5. Mai 1980 in Leipzig) war ein deutscher marxistischer Philosoph.

## Leben
Von 1950 bis 1953 studierte er an der Gesellschaftswissenschaftlichen Fakultät der Universität Leipzig mit Staatsexamen als Diplom-Lehrer für Grundlagen den Marxismus-Leninismus (Dipl. rer. pol.). Nach der Promotion 1969 zum Dr. phil. bei Georg Mende, Helmut Korch und Gregor Schirmer an der Gesellschaftswissenschaftlichen Fakultät der FSU Jena war er von 1970 bis 1980 ordentlicher Professor für Dialektischen und Historischen Materialismus in Leipzig.

## Schriften (Auswahl)
- mit Gerhild Schwendler: Chronik der Karl-Marx-Universität Leipzig 1945–1959. Leipzig 1959.
- Probleme der marxistisch-leninistischen Weiterbildung von Wissenschaftlern, insbesondere Hochschullehrern. Jena 1969, OCLC 71923323.
- Chronik der Gesellschaftswissenschaftlichen Fakultät an der Universität Leipzig 1947–1951. Leipzig 1973, OCLC 730009925.